# Adam Foote
Adam David Vernon Foote (* 10. Juli 1971 in Toronto, Ontario) ist ein ehemaliger kanadischer Eishockeyspieler und derzeitiger -trainer, der im Verlauf seiner aktiven Karriere zwischen 1988 und 2011 unter anderem 1324 Spiele für die Nordiques de Québec, Colorado Avalanche und Columbus Blue Jackets in der National Hockey League (NHL) auf der Position des Verteidigers bestritten hat. Mit Colorado gewann er in den Jahren 1996 und 2001 den Stanley Cup, während er mit der kanadischen Nationalmannschaft bei den Winterspielen 2002 den Olympiasieg errang. Seit Mai 2025 fungiert er als Cheftrainer der Vancouver Canucks aus der NHL.

## Karriere

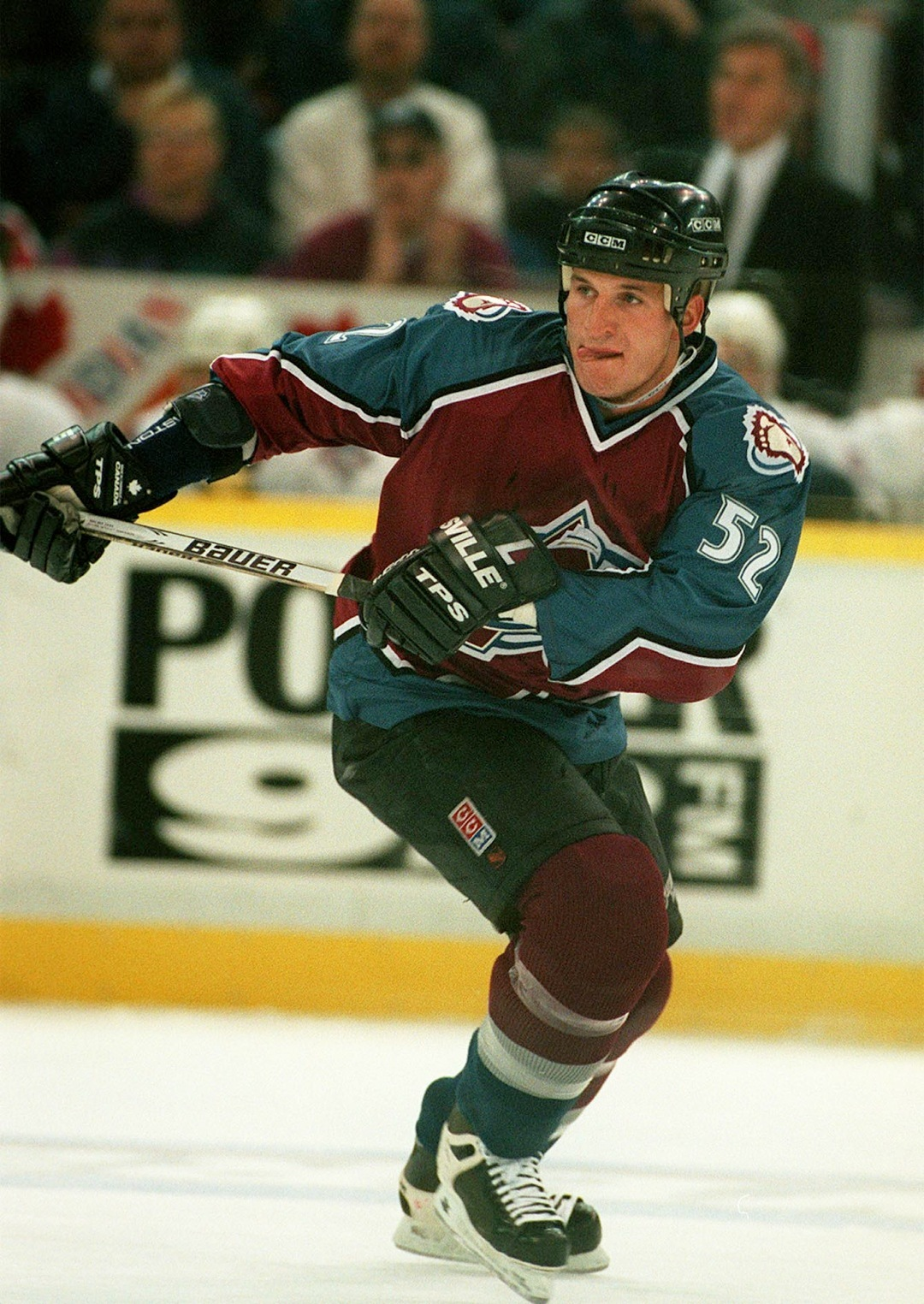
Foote im Trikot der Colorado Avalanche (1997).

Foote spielte in seiner Jugend für Brooklin-Whitby im Spielbetrieb der Ontario Minor Hockey Association. Zusammen mit seinem Teamkollegen Keith Primeau, der später ebenfalls eine erfolgreiche Karriere in der National Hockey League startete, führte er das Team in den frühen 1980er-Jahren zu mehreren AA-Meisterschaften der OMHA. Nach einer weiteren erfolgreichen Saison mit Brooklin-Whitby wurde der Verteidiger bei der OHL Priority Selection, bei dem sich die Mannschaften der kanadischen Profi-Juniorenliga Ontario Hockey League die Rechte an Nachwuchstalenten sichern können, als „underage choice“ (deutsch Wahl eines minderjährigen Spielers) als insgesamt 21. in der zweiten Runde von den Sault Ste. Marie Greyhounds ausgewählt. Für diese stand er bereits ab der folgenden Spielzeit in der OHL auf dem Eis. Insgesamt verbrachte der Rechtsschütze drei Spielzeiten in Sault Ste. Marie, in der letzten Saison unter seinem späteren NHL-Trainer Ted Nolan. Dabei gewann er 1991 den J. Ross Robertson Cup, die Meistertrophäe der OHL, und wurde zudem ins First All-Star-Team der Liga gewählt.
Bereits beim NHL Entry Draft 1989 war Adam Foote von den Nordiques de Québec als 22. in der zweiten Runde ausgewählt worden und wechselte 1991 in deren Organisation. Nach nur sechs Spielen beim Farmteam Halifax Citadels in der American Hockey League, wurde der Kanadier bereits während der Saison 1991/92 in den NHL-Kader der Nordiques berufen, wo er auf Anhieb zum Stammspieler avancierte und dem er bis zum Umzug des Franchises nach Denver im US-Bundesstaat Colorado angehörte. Mit den Nordiques erreichte Foote 1993 erstmals die Play-offs, scheiterte dort aber, wie auch 1995, bereits in der ersten Runde.
In Denver spielten die Nordiques ab der Spielzeit 1995/96 als Colorado Avalanche. Bereits im ersten Jahr in Colorado gewann Adam Foote mit dem Team zum ersten Mal in seiner Karriere den Stanley Cup, nachdem die Florida Panthers im Finale in vier Spielen durch einen Sweep bezwungen werden konnten. Mit den Avalanche erreichte der Abwehrspieler auch in den folgenden Jahren ohne Ausnahme die Play-offs und gewann dabei sieben weitere Divisionstitel, bis das Franchise schließlich im Jahr 2001 den Erfolg des Stanley-Cup-Gewinns wiederholen konnte. Nach dem Lockout in der NHL-Saison 2004/05, die aufgrund eines Spielerstreiks komplett ausfallen musste und in der Foote sich im Gegensatz zu vielen Kollegen keiner tiefklassigeren oder europäischen Mannschaft anschloss, wechselte der Kanadier nach neun Jahren bei der Colorado Avalanche zu den Columbus Blue Jackets. Dort unterschrieb er am 1. August 2005 einen mit 13,5 Millionen US-Dollar dotierten Dreijahresvertrag. Nachdem er zunächst das Amt des Assistenzkapitäns innegehabt hatte, wurde der Rechtsschütze noch nach dem Rücktritt von Luke Richardson im Dezember desselben Jahres zum Kapitän der Mannschaft ernannt.
Mit den Columbus Blue Jackets verpasste Adam Foote zweimal die Play-offs und wurde schließlich lediglich zwei Stunden vor der Trade Deadline 2008 im Austausch für ein Erstrunden-Draftrecht zurück zur Colorado Avalanche transferiert. Noch am selben Abend stand der Kanadier ab dem zweiten Drittel gegen die Calgary Flames für die Avalanche auf dem Eis. Am 30. Juni 2008 verlängerte der Verteidiger seinen Vertrag in Denver, welcher mit drei Millionen US-Dollar pro Spielzeit dotiert war, um zwei weitere Jahre.
Als der langjährige Kapitän Joe Sakic vor Beginn der Saison 2009/10 vom aktiven Sport zurücktrat, wurde Foote zum neuen Spielführer ernannt. Damit wurde er nach Sakic der erst zweite Kapitän in der Geschichte des Franchise. Sein auslaufender Vertrag wurde zum Ende der Saison um eine weitere Spielzeit verlängert, allerdings zu deutlich geringeren Bezügen. Adam Foote gab am 8. April 2011 seinen Rücktritt vom Sport als Spieler zum Ende der NHL-Saison 2010/11 bekannt. Er bestritt sein letztes Spiel für Colorado am 10. April beim 4:3 Overtime-Sieg gegen die Edmonton Oilers und übernahm im Jahr 2013 schließlich eine Funktionärsrolle im Franchise der Avalanche. Diese hatte er mehrere Jahre inne, ehe er im Oktober 2018 die Position des Cheftrainers der Kelowna Rockets in der Western Hockey League übernahm. Dort trainierte er fortan unter anderem seinen Sohn Nolan, bevor er jedoch bereits im Februar 2020 entlassen wurde und anschließend eine fast dreijährige Pause einlegte. Im Januar 2023 gelang ihm dann als Trainer die Rückkehr in die NHL, als er von den Vancouver Canucks als Assistent des zugleich verpflichteten Cheftrainers Rick Tocchet angestellt wurde. Im Mai 2025 trat er dann Tocchets Nachfolge als Cheftrainer an, nachdem dieser entlassen worden war.

### International
Mit der kanadischen Eishockeynationalmannschaft gewann Adam Foote bei den Olympischen Winterspielen 2002 in Salt Lake City die Goldmedaille, außerdem konnte er mit der Mannschaft 2004 den Gewinn des World Cup of Hockey feiern. Außerdem vertrat der Defensivspieler das Team Canada bei den Olympischen Spielen 1998 und Olympischen Spielen 2006 sowie beim World Cup of Hockey 1996.

## Erfolge und Auszeichnungen
- 1991 OHL First All-Star Team

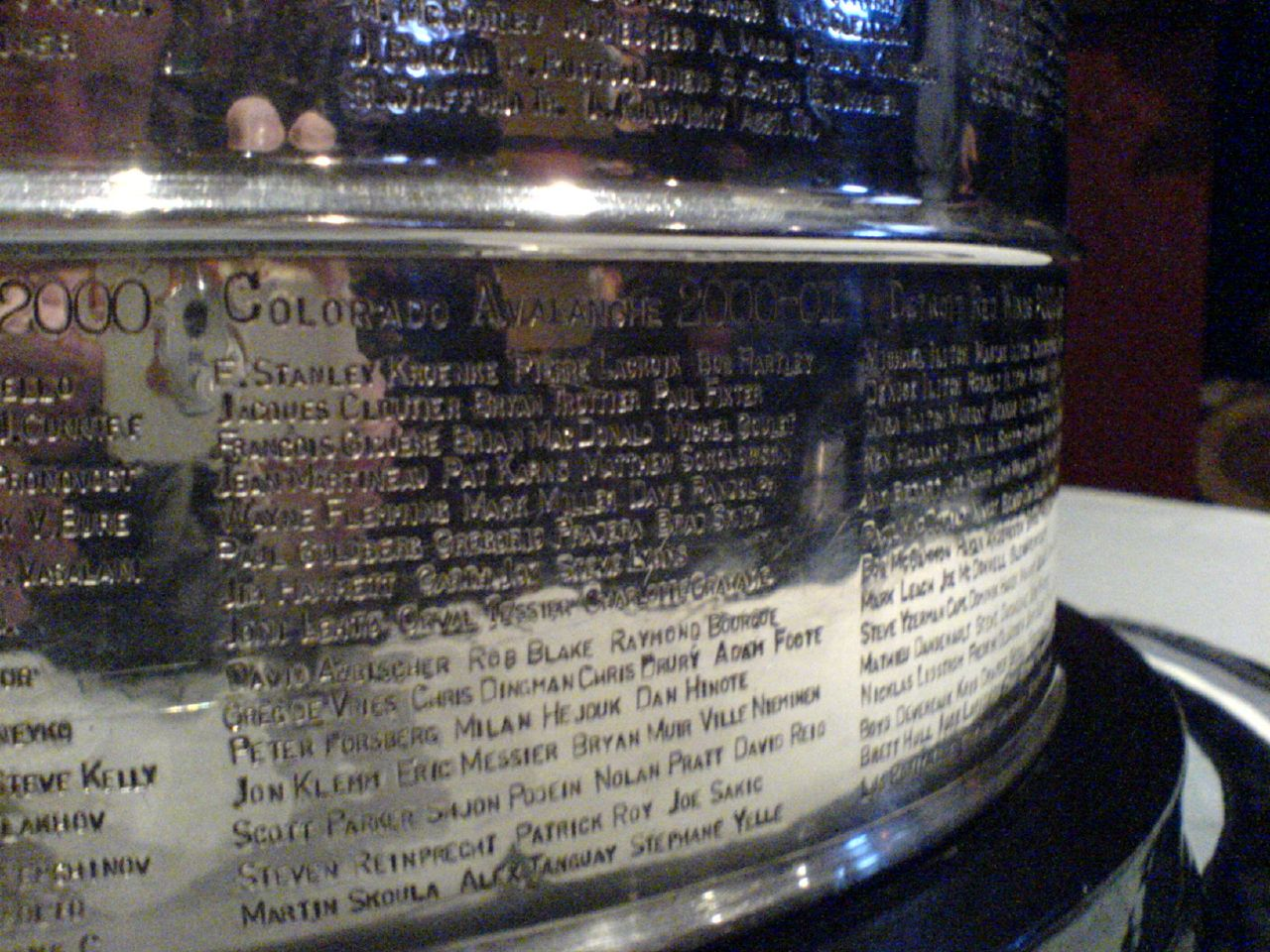
Die in den Stanley Cup eingravierten Namen des Siegers von 2001.

- 1991 J.-Ross-Robertson-Cup-Gewinn mit den Sault Ste. Marie Greyhounds
- 1996 Stanley-Cup-Gewinn mit der Colorado Avalanche
- 2001 Stanley-Cup-Gewinn mit der Colorado Avalanche

### International
- 1996 Zweiter Platz beim World Cup of Hockey
- 2002 Goldmedaille bei den Olympischen Winterspielen
- 2004 Goldmedaille beim World Cup of Hockey
- 2004 All-Star-Team des World Cup of Hockey

## Karrierestatistik

### International
Vertrat Kanada bei:
| - World Cup of Hockey 1996 - Olympischen Winterspielen 1998 - Olympischen Winterspielen 2002 | - World Cup of Hockey 2004 - Olympischen Winterspielen 2006 |

(Legende zur Spielerstatistik: Sp oder GP = absolvierte Spiele; T oder G = erzielte Tore; V oder A = erzielte Assists; Pkt oder Pts = erzielte Scorerpunkte; SM oder PIM = erhaltene Strafminuten; +/− = Plus/Minus-Bilanz; PP = erzielte Überzahltore; SH = erzielte Unterzahltore; GW = erzielte Siegtore; 1 Play-downs/Relegation; Kursiv: Statistik nicht vollständig)

## Familie
Seine Söhne Callan und Nolan Foote sind ebenfalls Eishockeyspieler und liefen beide bereits in der NHL auf.